# Shawn Everett
Shawn Everett (Canadá, 6 de julho de 1982) é um engenheiro de áudio e produtor musical canadense.